# Portrait of Ray
Portrait of Ray – album amerykańskiego muzyka Raya Charlesa, wydany w 1968 roku.

## Lista utworów
| 1.  | "Never Say Naw" (Percy Mayfield)                                         | 3:06  |
|     |                                                                          |       |
| 2.  | "The Sun Died" (Ray Charles, Ann Grégory, Hubert Giraud, Pierre Delanoë) | 3:58  |
|     |                                                                          |       |
| 3.  | "Am I Blue?" (Harry Akst, Grant Clarke)                                  | 4:13  |
|     |                                                                          |       |
| 4.  | "Yesterdays" (Jerome Kern, Otto Harbach)                                 | 4:40  |
|     |                                                                          |       |
| 5.  | "When I Stop Dreaming'" (Ira Louvin, Charlie Louvin)                     | 3:04  |
|     |                                                                          |       |
| 6.  | "I Won't Leave" (Lou Courtney, Luther Ingram, Robert Bateman)            | 3:32  |
|     |                                                                          |       |
| 7.  | "A Sweet Young Thing Like You" (Dee Ervin)                               | 2:18  |
|     |                                                                          |       |
| 8.  | "The Bright Lights and You Girl" (Sayde Shepherd)                        | 2:39  |
|     |                                                                          |       |
| 9.  | "Understanding" (Jimmy Holiday, Ray Charles)                             | 3:12  |
|     |                                                                          |       |
| 10. | "Eleanor Rigby" (John Lennon, Paul McCartney)                            | 2:57  |
|     |                                                                          |       |
|     |                                                                          | 33:39 |
|     |                                                                          |       |